# اوربلین پیندا
اوربلین پیندا (انگلیسی: Orbelín Pineda؛ زادهٔ ۲۴ مارس ۱۹۹۶) بازیکن فوتبال اهل مکزیک است.
از باشگاه‌هایی که در آن بازی کرده‌است می‌توان به باشگاه فوتبال گوادالاخارا و باشگاه فوتبال کرتارو اشاره کرد.
وی همچنین در تیم ملی فوتبال مکزیک بازی کرده‌است.